# Martin Švagerko
Martin Švagerko, född 2 oktober 1967 i Banská Bystrica är en slovakisk tidigare backhoppare som tävlade för Tjeckoslovakien och senare för Slovakien.

## Karriär
Martin Švagerko debuterade internationellt i Tysk-österrikiska backhopparveckan (ingår i världscupen) i Schattenbergschanze i Oberstdorf i Tyskland 30 december 1983. Han blev nummer 41 i öppningstävlingen i Oberstdorf. Det var hans bästa resultat i backhopparveckan 1983/1984.
Švagerko tävlade i junior-VM 1984 i Trondheim i Norge. Där vann han guldmedaljen i normalbacken.
Martin Švagerko var första gången på prispallen i en deltävling i världscupen i Chamonix i Frankrike 21 december 1986. Švagerko var som bäst i världscupen säsongen 1985/1986. I tysk-österrikiska backhopparveckan blev han som bäst nummer 46 säsongen 1989/1990. 
Under Skid-VM 1985 i Seefeld in Tirol i Österrike blev Švagerko nummer 27 i normalbacken. I VM 1987 i Oberstdorf blev han nummer 22 i normalbacken. Under Skid-VM 1989 i Lahtis i Finland deltog Martin Švagerko i alla grenarna. Han blev nummer 39 i normalbacken och 26 i stora backen. I lagtävlingen hoppade han för Tjeckoslovakien och vann en bronsmedalj tillsammans med Jiří Parma, Ladislav Dluhoš och Pavel Ploc. Under skid-VM 1993 i Falun i Sverige blev han nummer 35 i normalbacken och nummer 35 i stora backen. I lagtävlingen hoppade han för et sammansatt lag från Tjeckien och Slovakien. Švagerko vann en silvermedalj tillsammans med tjeckerna František Jež, Jiří Parma och Jaroslav Sakala.
Švagerko startade för Tjeckoslovakien i olympiska spelen 1984 i Sarajevo i dåvarande Jugoslavien. Han tävlade endast i normalbacken och slutade som nummer 42. I sitt andra olympiska spel, i Lillehammer i Norge hoppade han för Slovakien. Han tävlade i de individuella grenarna och blev nummer 25 i normalbacken och nummer 28 i stora backen.
Martin Švagerko deltog i skidflygnings-VM 1990 i Vikersund i Norge. Där blev han nummer 28.
Švagerko avslutade sin aktiva internationella backhoppskarriär 1994. Han är nu styrelseledamot i slovakiska skidförbundet Slovakiska lyžiarsky Zväz.